# Albert S. Berry

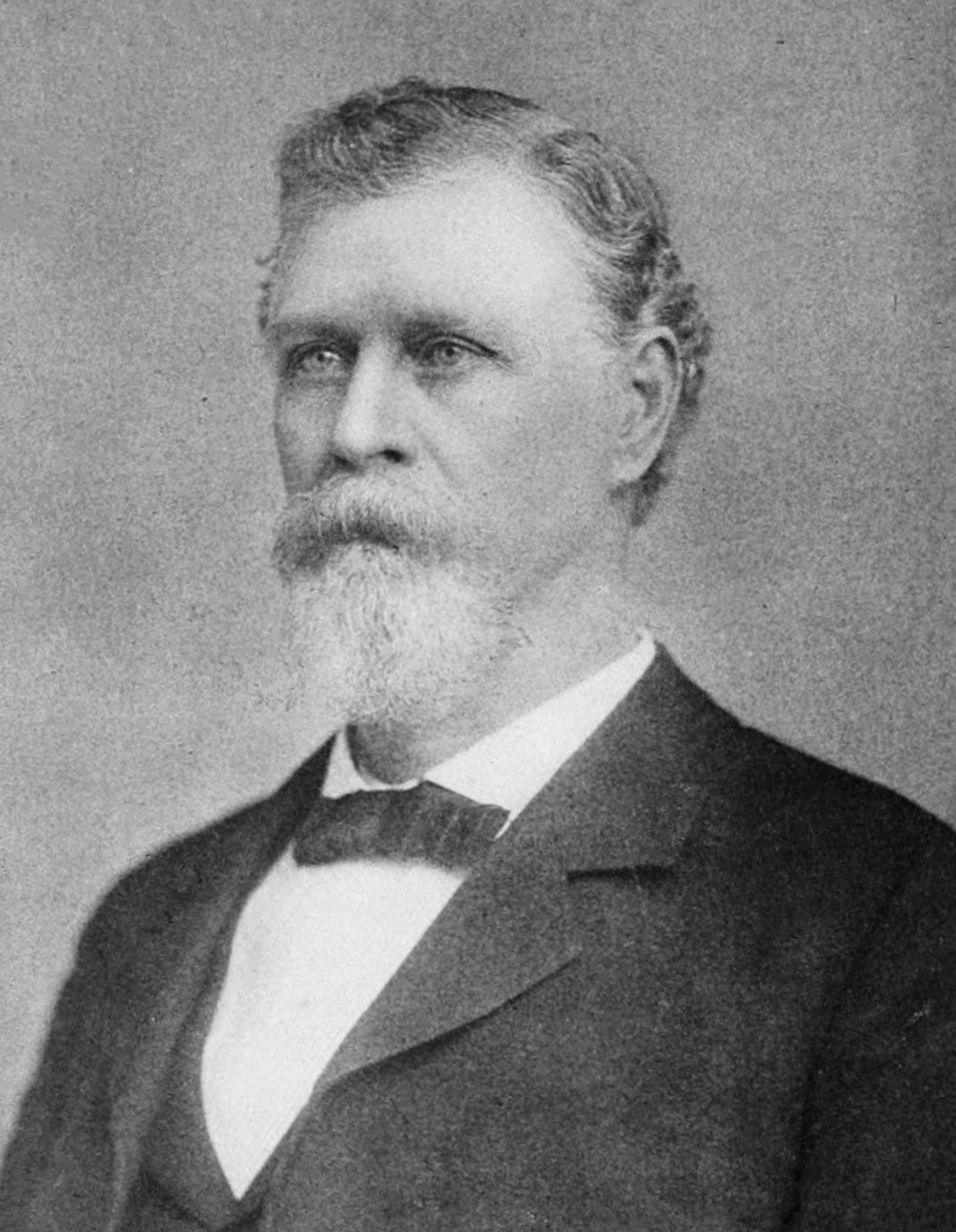
Albert S. Berry

Albert Seaton Berry (* 13. Mai 1836 in Fairfield, Campbell County, Kentucky; † 6. Januar 1908 in Newport, Kentucky) war ein US-amerikanischer Politiker.
Berry studierte bis 1855 an der Miami University in Oxford (Ohio) und besuchte anschließend die Cincinnati Law School, wo er sein Studium 1858 beendete. Berry wurde nun in die Anwaltschaft aufgenommen und begann als Jurist zu praktizieren. Im Jahr 1859 wurde er Staatsanwalt von Newport. Während des Sezessionskrieges diente Berry in der Confederate States Army.
1870 wurde er Bürgermeister von Newport und übte dieses Amt für insgesamt fünf Amtsperioden aus. In den Jahren 1878 und 1884 gehörte er dem Senat von Kentucky an. 1892 wurde Berry als Demokrat in den Kongress gewählt und vertrat dort vom 4. März 1893 bis zum 3. März 1901 den Bundesstaat Kentucky im Repräsentantenhaus der Vereinigten Staaten. Zu den Kongresswahlen 1900 wurde er nicht mehr als Kandidat nominiert.
Nach seinem Ausscheiden aus den Repräsentantenhaus begann Berry wieder als Anwalt zu praktizieren. Später wurde er Richter am 17. Gerichtsbezirk von Kentucky, ein Amt, das er von 1905 bis zu seinem Tod am 6. Januar 1908 bekleidete.